# Cantonul Lassay-les-Châteaux
Cantonul Lassay-les-Châteaux este un canton din arondismentul Mayenne, departamentul Mayenne, regiunea Pays de la Loire, Franța.

## Comune
- Le Housseau-Brétignolles
- Lassay-les-Châteaux (reședință)
- Rennes-en-Grenouilles
- Sainte-Marie-du-Bois
- Saint-Julien-du-Terroux
- Thubœuf